# Renate Lieckfeldt

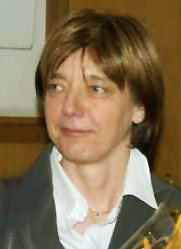
Renate Lieckfeldt 2010

Iris Renate Lieckfeldt, geb. Iris Lange, (* 10. Juli 1965 in Dinslaken, Nordrhein-Westfalen; † 8. September 2013 in Leipzig) war eine deutsche Pharmazeutin. Sie war von Juli 2011 bis August 2013 Rektorin der Hochschule für Technik, Wirtschaft und Kultur Leipzig (HTWK). Vor ihrer Ernennung war Lieckfeldt Professorin für Technisches Management und Projektmanagement an der Fachhochschule Gelsenkirchen.

## Leben
Im Jahr 1988 schloss sie ihr Studium der Pharmazie an der Universität Heidelberg ab, im Jahr darauf erfolgte ihre Approbation zur Apothekerin. 1993 wurde sie im Fach Pharmazeutische Technologie am Institut für Pharmazeutische Technologie und Biopharmazie der Universität Heidelberg promoviert.
Sie war Regulatory Affairs Manager Drugs & Medical Devices bei der Procter & Gamble GmbH in Schwalbach/Taunus (1994–1996) und Technical External Relations Manager Benelux bei der Procter & Gamble Nederland B. V. in Rotterdam, Niederlande (1996–2001). Von 2001 bis 2011 lehrte sie als Professorin für Technisches Management und Projektmanagement im Fachbereich Physikalische Technik an der Fachhochschule Gelsenkirchen.
Renate Lieckfeldt war verheiratet und hatte drei Kinder. Sie erlag ihrem längeren, mehrfach behandelten Krebsleiden am 8. September 2013.

### Rektorin der HTWK Leipzig
Am 19. Januar 2011 wurde Lieckfeldt – nach einer überstandenen Brustkrebserkrankung – vom Erweiterten Senat der HTWK Leipzig zur neuen Rektorin gewählt. Vorgesehener Amtsantritt war der 1. Mai 2011, allerdings wurde ihr nach eigener Aussage vom Sächsischen Staatsministerium für Wissenschaft und Kunst mitgeteilt, dass ein „erhöhtes Wiedererkrankungsrisiko“ an Krebs bestehe, weshalb ihr die Verbeamtung und damit der sicher geglaubte Rektorinnenposten an der HTWK verweigert wurde. Daraufhin besetzten Studierende für einen Tag das Rektorat der HTWK in Leipzig. Der Fall setzte eine intensive ethische Diskussion um den beruflichen Umgang mit Krebserkrankten bei kompletter Remission in Gang.
Zuvor wurde bereits ihre Bewerbung gegen den wieder kandidierenden Amtsinhaber Hubertus Milke vom 2010 neu geschaffenen Hochschulrat der HTWK (der sich zu zwei Dritteln aus Hochschulexternen zusammensetzt) als unqualifiziert abgelehnt. Daraufhin legte Lieckfeldt erfolgreich Rechtsmittel ein und in einem neuen Verfahren wurde ihre Bewerbung zugelassen. Aufgrund dieser Vorgänge wurde dem Hochschulrat und dem Wissenschaftsministerium von Studentensprechern vorgeworfen, die Krebserkrankung von Lieckfeldt als vorgeschobenen Grund zu nutzen, um mit Hubertus Milke (Mitglied der CDU-Zukunftskommission) einen ihrer Ansicht nach CDU-nahen Rektor im Amt zu halten.
Nach einem Treffen mit der Wissenschaftsministerin Sabine von Schorlemer im Mai 2011, bei dem Lieckfeldt einen zusätzlichen amtsärztlichen Befund vorlegte, lenkte das Ministerium ein und gab im Juni 2011 bekannt, dass die Ernennung vollzogen werden kann. Zum 1. Juli 2011 wurde Lieckfeldt vom Sächsischen Staatsministerium für Wissenschaft und Kunst zur Rektorin der HTWK bestellt.
Nach einem bereits 2011 eingetretenen Krebs-Rückfall gab die HTWK schließlich am 20. August 2013 bekannt, dass Lieckfeldt mit Wirkung zum 1. September 2013 aus gesundheitlichen Gründen ihr Amt niederlegen und die Führung der Amtsgeschäfte an den bisherigen Prorektor für Forschung, Markus Krabbes, übergeben werde. Als ihre Amtsnachfolgerin wurde zum 1. Oktober 2014 Gesine Grande durch das  Sächsische Staatsministerium für Wissenschaft und Kunst (SMWK) bestellt.